# Aplidium pusillum
Aplidium pusillum is een zakpijpensoort uit de familie van de Polyclinidae. De wetenschappelijke naam van de soort werd in 1991 voor het eerst geldig gepubliceerd  door het echtpaar Claude en Françoise Monniot.